# Мауру Рікішу
Мауру Рікішу (порт. Mauro Riquicho, нар. 7 квітня 1995, Кашкайш) — португальський футболіст, півзахисник клубу «Фатіма».

## Клубна кар'єра
Народився 7 квітня 1995 року в місті Кашкайш. Вихованець футбольної школи клубу «Спортінг».
У дорослому футболі дебютував у квітні 2013 року виступами за дублюючу команду «Спортінга», кольори якої захищав протягом п'яти років. Влітку 2018 року був переведений до заявки першої команди.

## Виступи за збірні
2012 року дебютував у складі юнацької збірної Португалії, взяв участь у 13 іграх на юнацькому рівні.
2015 року залучався до складу молодіжної збірної Португалії і представляв збірну на молодіжному чемпіонаті світу 2015 року у Новій Зеландії. На турнірі  Рікішу зіграв у всіх матчах, допомігши своїй команді досягнути чвертьфіналу. Всього на молодіжному рівні зіграв у 8 офіційних матчах.

## Статистика виступів

### Статистика клубних виступів
| Сезон             | Команда           | Чемпіонат         | Чемпіонат | Чемпіонат | Національний кубок | Національний кубок | Національний кубок | Континентальні кубки | Континентальні кубки | Континентальні кубки | Інші змагання | Інші змагання | Інші змагання | Усього | Усього |
| Сезон             | Команда           | Ліга              | Ігор      | Голів     | Ліга               | Ігор               | Голів              | Ліга                 | Ігор                 | Голів                | Ліга          | Ігор          | Голів         | Ігор   | Голів  |
| ----------------- | ----------------- | ----------------- | --------- | --------- | ------------------ | ------------------ | ------------------ | -------------------- | -------------------- | -------------------- | ------------- | ------------- | ------------- | ------ | ------ |
| 2012–13           | «Спортінг» Б      | СЛ (ІІ)           | 1         | 0         |                    | -                  | -                  |                      | -                    | -                    |               | -             | -             | 1      | 0      |
| 2013–14           | «Спортінг» Б      | СЛ (ІІ)           | 24        | 1         |                    | -                  | -                  |                      | -                    | -                    |               | -             | -             | 24     | 1      |
| 2014–15           | «Спортінг» Б      | СЛ (ІІ)           | 31        | 0         |                    | -                  | -                  |                      | -                    | -                    |               | -             | -             | 31     | 0      |
| 2015–16           | «Спортінг» Б      | СЛ (ІІ)           | 7         | 0         |                    | -                  | -                  |                      | -                    | -                    |               | -             | -             | 7      | 0      |
| 2016–17           | «Спортінг» Б      | СЛ (ІІ)           | 5         | 0         |                    | -                  | -                  |                      | -                    | -                    |               | -             | -             | 5      | 0      |
| Усього за кар'єру | Усього за кар'єру | Усього за кар'єру | 68        | 1         |                    | -                  | -                  |                      | -                    | -                    |               | -             | -             | 68     | 1      |